# Otoko Zaka
Otoko Zaka (男坂?  lit. «La cuesta de los hombres» o «La cuesta más empinada») es un manga escrito e ilustrado por Masami Kurumada. Fue publicado en la revista semanal Shūkan Shōnen Jump entre el número 32 de 1984 y el 12 de 1985, además de confeccionarse tres tomos recopilatorios, y continuó a partir de 2014.
En 2014, se anunció para el 40 aniversario de carrera de Masami Kurumada que continuaría dibujando el manga para terminar la historia. Un nuevo arco llamado Hoku no daichi hen (北の大地編) fue publicado en formato digital, en la Weekly Pre-News de la editorial Shueisha desde el 9 de junio hasta el 4 de agosto y se recopiló en un cuarto tomo el 3 de octubre del mismo año. Al finalizar este arco se anunció uno nuevo llamado Hama no Julie (横浜のジュリー編), un prólogo se publicó el 29 de septiembre de ese mismo año, y la serie se publicó entre el 8 de diciembre y el 9 de febrero de 2015. Al final de la publicación se anunció que el manga continuará, pero no se especificó la fecha. Este arco fue recopilado en un quinto tomo el 3 de abril de 2015. Posteriormente hubo otros tres arcos narrativos, es el manga llegó a su fin a principios de 2024 con el tomo 11. 

## Argumento
Jingi Kikukawa es un chico que durante sus 13 años de vida jamás fue derrotado por nadie. Hace un año que fue trasladado a la escuela de Touun (Touunchuu). Cada escuela está protegida por un líder provisto de guerreros amantes del arte de las peleas. Tras citarse con Yasuoka, el líder de Tooun, Jingi resulta vencedor, hecho que lo convertirá en el nuevo líder de la escuela. Sin embargo, la racha de victorias termina para Jingi cuando se topa con el joven Sho Takeshima, apodado como "Don", cuyo objetivo es viajar a los Estados Unidos para preservar los derechos de Japón. Será entonces cuando Jingi Kikukawa, derrotado por primera vez, se vea obligado a pedir ayuda al Demonio Peleante, Kenka Oni, conocido en los alrededores como "El Hombre del Peñasco". A partir de ese momento, el desafío entre los hombres tigres Timan queda inaugurado.

## Personajes
Los "Don" son chicos campeones de lucha y artes marciales que son los comandantes de grandes bandas formado por cientos o miles de componentes.

### Japoneses

#### Japón Oriental
- Jingi Kikukawa (菊川仁義 Kikukawa Jingi?)
- Tokichi Kuroda (黒田闘吉 Kuroda Tokichi?)
- Nourufu Akagi (赤城のウルフ Akagi no Urufu?)

#### Equipo del Tigre Blanco Showa
- Ranmaru Azusa (梓鸞丸 Azusa Ranmaru?)
- Ranmaru Azusa (2) (梓蘭丸 (副長) Azusa Ranmaru?)

#### Corporación Rengou
- Ken Kamui 神威剣
- Tokuichi Kuruta 蛭田徳市
- Ben Kichibo 鬼子母弁
- Gorou Gouda 剛田五郎

#### De este mundo
- Demonio Peleante 喧嘩鬼
- Haruna Shimamura 島村春奈
- Yasuoka 安岡
- Sekine 関根
- Kibou キボウ

#### Japón Occidental
- Shou Takeshima 武島将
- Naoto Jindai 神代直人
- Sei Minadugi 水無月征
- Takakura 高倉
- Muroto 室戸

### Norteamericanos
- Para sus personajes de origen estadounidense, Masami Kurumada utilizó los nombres de los hermanos del desaparecido Michael Jackson en tres de los personajes, ellos son Jermaine, LaToya y Tito (Pronunciados en japonés como Jaamein, Ratoya y Tito respectivamente)

#### Junior World Conection (JWC)

##### Neoyorquinos
- Jermaine ジャーメィン
- Ein アイン

##### De Chicago
- Forman フォアマン
- Fraser フレイザー
- La Toya ラトーヤ
- Tito ティト
- Norton ノートン

##### De este mundo
- Valentino バレンチノ (Sicilia, Italia)
- Mademoiselle マドモァゼル (Marsella, Francia)
- San José サンホセ (Madrid, España)
- Sillitoe シリトー (Liverpool, Reino Unido)
- Rommel ロンメル (Bremen, Alemania del Este)
- Ruska ルスカ (Ámsterdam, Holanda)
- Gómez ゴメス (San Francisco, Puerto Rico)
- Diane ダヤン (Jerusalén, Israel)

## Guía de capítulos

### Tomo 1
| Capítulo | Título en kanji  | Título en japonés romano      | Traducción                                     |
| -------- | ---------------- | ----------------------------- | ---------------------------------------------- |
| 1        | 最後の硬派       | Saigo no Kouha                | El último disturbio                            |
| 2        | 鬼山・ケンカ特訓 | Kizan: Kenka tokkun           | La montaña del ogro, entrenamiento para pelear |
| 3        | 必勝無配闘吉登場 | Hisshou muhai! Tokichi toujou | Vencedor derrotado, Llega Tokichi              |
| 4        | 嵐の中のふたり   | Arashi no naka no futari      | Juntos en la tormenta                          |

### Tomo 2
| Capítulo | Título en kanji  | Título en japonés romano  | Traducción                                |
| -------- | ---------------- | ------------------------- | ----------------------------------------- |
| 1        | 義兄弟の誓い     | Gikyoudai no chikai       | Promesa de hermanos                       |
| 2        | JWC              | JWC                       | El JWC                                    |
| 3        | シカゴ軍団 集結  | Shikago gundan, shuuketsu | Decisión, el ejército de Chicago          |
| 4        | 竹島軍団動く     | Takeshima gundan ugoku    | Los movimientos del ejército de Takeshima |
| 5        | 決戦！不知火海岸 | Kessen! Shiranui kaigan   | ¡Batalla decisiva! La costa de Shiranui   |

### Tomo 3
| Capítulo | Título en kanji                  | Título en japonés romano                 | Traducción                                     |
| -------- | -------------------------------- | ---------------------------------------- | ---------------------------------------------- |
| 1        | 二十世紀最後の天才アインとキボウ | Nijuu seiki saigo no tensai Ain to kibou | Ain y Kibo, los genios de finales del siglo XX |
| 2        | 昭和白虎隊                       | Shouwa Byakkotai                         | Shôwa, el equipo del Tigre blanco              |
| 3        | 覧丸と覧丸                       | Ranmaru to Ranmaru                       | Ranmaru y Ranmaru                              |
| 4        | 奥羽連合                         | Ouu Rengou                               | La corporación Rengo                           |

### Tomo 4
| Capítulo | Título en kanji | Título en japonés romano | Traducción                  |
| -------- | --------------- | ------------------------ | --------------------------- |
| 0        | Prologue        | Purorōgu                 | Prólogo                     |
| 1        | 真の硬派        | Shinno Otoko             | Un hombre de verdad         |
| 2        | 仲間            | Nakama                   | Compañero                   |
| 3        | 神威館          | Kamui Yakata             | Mansión Kamui               |
| 4        | 道連れ          | Michizure                | Compañero de viaje          |
| 5        | 虎伝説          | Tora Densetsu            | El tigre legendario         |
| 6        | 激突            | Gekitotsu                | ¡Choque!                    |
| 7        | 男の世界        | Otoko No Sekai           | El mundo de los hombres     |
| 8        | 甦る大和魂      | Yomigaeru Yamatodamashii | El espíritu japonés revivió |

### Tomo 5
| Capítulo | Título en kanji | Título en japonés romano | Traducción                      |
| -------- | --------------- | ------------------------ | ------------------------------- |
| 0        | Prologue        | Purorōgu                 | Prólogo                         |
| 1        | 横浜の首領      | Yokohama no shuryou      | El Don de Hama                  |
| 2        | 赤い靴          | Akai kutsu               | Zapatos rojos                   |
| 3        | 闘吉純情        | Toukichi Junjou          | La ingenuidad de Tokichi        |
| 4        | 横浜百花撰      | Yokohama Hyakkasen       | Las cien flores de Yokohama     |
| 5        | 闘吉奮迅        | Toukichi Funjin          | ¡Tokichi avanza impulsivamente! |
| 6        | マリー          | Marī                     | Marie                           |
| 7        | 夜明け前        | Yoake Mae                | Antes del amanecer              |
| 8        | 朝陽の中から    | Chouyou no Naka Kara     | La salida del sol               |